# Ball de cornuts
El ball de cornuts és una dansa tradicional catalana, que ve de temps immemorial, es balla a la festa de l'arbre a Cornellà del Terri cada Dilluns de Pasqua i té la coreografia i música extreta del Costumari de Joan Amades. Consta d'un ball rodó a l'entorn d'un petit arbre amb banyes que ha estat plantat al mig de la plaça.
Un ballador que fa de Cornut –porta al cap dues monumentals banyes– va saltant tot voltant per dins i per fora del cercle format per les sis parelles balladores. Acabada la dansa, pren una balladora per la mà i, trencant la rotllana, ballen per la plaça fins a sortir.
Antigament eren molt populars aquests balls que es feien al voltant de l'arbre i eren anomenats balls rodons per ésser semblants a la Sardana. Eren acompanyats de cançons i tota mena de d'actes de joia i es repartien flors entre el jovent, costum que ha arribat fins a nosaltres, com ens ho recorda una cançó popular que ens fa conèixer la rivalitat entre poblacions veïnes: 
| « | Els de l'Albi tenen un Maig que és bo per fer una arcada; que n'és tort i geperut, gran falta n'hi han trobada. Vallclara sí, que'n té un d'una pessa ben llastada que'n té cent i quatre pams, el més alt de la contrada. | » |

Mentre es plantava l'arbre els fadrins cantaven corrandes o follies a les noies, acompanyats d'instruments populars. Una d'aquestes corrandes diu:
| « | De rossetes prou n'hi ha, que'ls rosers n'estan criant, no pas de tan boniquetes com les que m'estic mirant. Vostre mare és una rosa, vostre pare és un roser, i vós sou la poncellete que algun dia colliré. | » |